# Blossom
『blossom』は花澤香菜の6枚目のオリジナルアルバム。2022年2月23日にポニーキャニオンから発売された。
初回限定盤、通常盤、きゃにめ限定盤の3形態で販売され、きゃにめ限定盤はアナログ盤のものも販売された。

## 収録内容

### DISC 1
CD
1. ユメノキオク [3:52]
  - 作詞：藤村鼓乃美、北川勝利、作曲：北川勝利、編曲：acane madder、北川勝利
2. Don't Know Why [3:36]
  - 作詞：北川勝利、藤村鼓乃美、作曲：北川勝利、編曲：acane madder、北川勝利
3. You Can Make Me Dance [3:52]
  - 作詞・作曲・編曲：矢野博康
4. Moonlight Magic [4:09]
  - 作詞：花澤香菜、作曲・編曲：北川勝利
5. GSSP [3:57]
  - 作詞・作曲・編曲：大河内航太
6. Miss You [3:47]
  - 作詞・作曲・編曲：沖井礼二
7. LOVE IS WONDER [3:22]
  - 作詞：岩里祐穂、作曲・編曲：ケンカイヨシ
8. 港の見える丘 [3:49]
  - 作詞：花澤香菜、作曲・編曲：北川勝利
9. 息吹 イン ザ ウィンド [2:48]
  - 作詞・作曲：小出祐介、編曲：釣俊輔
10. 草原と宇宙 [3:38]
  - 作詞：岩里祐穂、作曲・編曲：ミト
11. SHINOBI-NAI [3:31]
  - 作詞・作曲：雫、編曲：ポルカドットスティングレイ、ながしまみのり
12. 青い夜だけの [3:44]
  - 作詞・作曲・編曲：宮川弾

### DISC 2
Blu-ray Disc（初回限定盤・きゃにめ限定盤）
1. 「Don’t Know Why」MV
2. 「Don’t Know Why」MVメイキング
3. 「SHINOBI-NAI」MV
4. 「SHINOBI-NAI」MVメイキング
5. 「Moonlight Magic」MV
6. 『blossom』ジャケットメイキング＆インタビュー

### DISC 3
Blu-ray Disc（きゃにめ限定盤）
1. 『HANAZAWA KANA Showcase Live 2021 “Moonlight Magic”』ライブ映像
2. 『HANAZAWA KANA Showcase Live 2021 “Moonlight Magic”』ドキュメンタリー

## 演奏
- 花澤香菜：Vocal & Chorus
- 北川勝利
  - Chorus (#1.2.12)
  - Programming (#1.2.4.8)
  - Wind Chime (#4.8)
- acane_madder
  - Programming (#1.2.4.8)
  - Chorus (#4.12)
- 藤村鼓乃美：Chorus (#1.2.3.4.6.7.9.10)
- 土方隆行：Electric Guitar (#3)
- 矢野博康：Programming & All Other Instruments (#3)
- 奥田健介：Electric Guitar (#4.8)
- 千ヶ崎学：Bass (#4)
- 末永華子：Piano (#4.6.8)
- Tansa：Programming & Strings Arrangement (#4.6)
- 大河内航太：Programming (#5)
- 山之内俊夫：Electric Guitar (#6)
- 沖井礼二：All Other Instruments (#6)
- 佐々木秀尚：Electric Guitar (#7)
- 二家本亮介：Bass (#7)
- sasuke：Keyboards Solo (#7)
- 塩野海：Strings Arrangement (#7)
- 谷崎舞：Violin (#7)
- ケンカイヨシ：Chorus, Programming & All Other Instruments (#7)
- 釣俊輔：Programming & All Instruments (#9)
- 山本陽介：Electric Guitar (#10)
- 西脇辰弥：Harmonica (#10)
- 佐野康夫：Drums (#10)
- 神前暁：Horn Arrangement & Horn Programming (#10)
- ミト (クラムボン)：All Other Instruments (#10)
- 雫：Chorus (#11)
- エジマハルシ (ポルカドットスティングレイ)：Guitar (#11)
- ウエムラユウキ (ポルカドットスティングレイ)：Bass (#11)
- ミツヤスカズマ (ポルカドットスティングレイ)：Drums (#11)
- ながしまみのり：Keyboards & Programming (#11)
- 宮川弾：All Instruments (#12)